# Viides Luku: Hävitetty
Viides Luku: Hävitetty («Пятая глава: Опустошённый», сокращённо «V: Hävitetty») — пятый студийный альбом финской группы Moonsorrow, выпущенный в 2007 году. Альбом смикширован Ahti Kortelainen & Henri Sorvali. Мастеринг осуществлялся Mika Jussila в Finnvox Studios. Обложка альбома создана Travis Smith.

## Список композиций
| №                   | Название                         | Длительность |
| ------------------- | -------------------------------- | ------------ |
| 1.                  | «Jäästä syntynyt/Varjojen virta» | 30:10        |
| 2.                  | «Tuleen ajettu maa»              | 26:19        |
| Общая длительность: | Общая длительность:              | 56:29        |

## Участники записи
- Ville Sorvali — ведущий и бэк-вокал, бас-гитара, безладовый бас.
- Henri Sorvali — ведущая и ритм-гитара, клавишные, 6-струнная акустическая гитара, аккордеон, губная гармоника, бэк-вокал.
- Mitja Harvilahti — ведущая и ритм-гитара, бэк-вокал.
- Marko Tarvonen — ударные, перкуссия, 12-струнная акустическая гитара, мандолина, бэк-вокал.
- Markus Euren — клавишные.

### Приглашённые участники
- Thomas Väänänen — дополнительный ведущий и бэк-вокал.
- Хоровой Ансамбль Вальхаллы (Ville Sorvali, Henri Sorvali, Mitja Harvilahti, Marko Tarvionen, Markus Euren, Janne Perttilä, Jukka Varmo).